# 21 cm SK L/45
Il 21 cm Schnelladekanone Länge 45, abbreviato in 21 cm SK L/45, era un cannone navale tedesco, adattato a cannone ferroviario durante la prima guerra mondiale e cannone costiero durante la seconda.

## Storia
Il 21 cm SK L/40 costituiva l'armamento principale dell'incrociatore corazzato SMS Blücher della Kaiserliche Marine. Furono prodotti dalla Krupp in tutto 16 cannoni, 12 dei quali armarono le 6 torri binate dell'incrociatore. Dopo l'affondamento dello stesso durante la battaglia di Dogger Bank, le quattro bocche da fuoco di riserva furono cedute all'Esercito imperiale, che le impiegò nei cannoni ferroviari 21 cm SK "Peter Adalbert". Durante la seconda guerra mondiale le bocche da fuoco furono reimpiegate dall'artiglieria costiera della Wehrmacht.

## Tecnica
La canna, lunga 45 calibri, era costituita da un'anima avvolta da due ordini di cerchiatura e da una camicia esterna. Essa era dotata di otturatore a cuneo orizzontale, a differenza dei pezzi pari calibro coevi che utilizzavano l'otturatore a vite interrotta: l'otturatore a cuneo imponeva, per garantire la tenuta dei gas di sparo, l'utilizzo di cariche in bossolo metallico. Infatti, come molti grossi calibri tedeschi, questo cannone usava una carica aggiuntiva in sacchetti di seta ed una carica principale in bossolo di ottone.
L'incrociatore corazzato SMS Blücher, unica nave ad imbarcare questo cannone, era armato di 12 cannoni in torrette binate tipo DrL C/06, del peso di 198-200 tonnellate ognuna. La torretta prodiera e quella poppiera aveva un settore di brandeggio di +150°/-150°, mentre quelle laterali di  +30°/+150°. Per tutte l'elevazione era di -5°/+30°.